# La muerte de Artemio Cruz
La muerte de Artemio Cruz es una novela del escritor mexicano Carlos Fuentes aparecida en 1962. Presenta una visión panorámica de la historia del México contemporáneo tal como la rememora un industrial y político agonizante. La novela se inicia cuando Artemio Cruz, desde su lecho de muerte, recuerda las etapas más importantes de su vida y, en particular, su participación en la Revolución mexicana. 
Recuerda cómo, después de la Revolución, fue perdiendo sus ideales a la par que el amor de la única mujer que de verdad lo amó. Evoca también su matrimonio con la hija de un terrateniente y cómo las relaciones de su familia política le permitieron amasar una inmensa fortuna. 
Mal hablado, audaz, corrupto, oportunista, Artemio Cruz representa las paradojas de la historia reciente de México y las costumbres de las clases media y alta arraigadas en el poder. 
La muerte de Artemio Cruz es una radiografía de la historia de México.

## Argumento
La obra comienza cuando Artemio regresa de un viaje de negocios de la ciudad de Hermosillo. Sufre un ataque gástrico y espera la muerte en su gran mansión, situada en la Ciudad de México. Le pasan dos pensamientos: el de su vida corrupta y el del cuerpo que se descompone.
En su lecho rechaza al insistente cura que le quiere dar la extremaunción, incluso sabiendo que hace tiempo se ha separado de la Iglesia. Los médicos lo someten, según dice, a muchas torturas; lo avejentan con sus exámenes y con el instrumental que ocupan le extirpan su dignidad.
Artemio siente la presencia de su esposa, a la que no lo une nada, y la de su hija que lo desprecia. Ambas simulan preocupación, aunque la única causa es que Artemio no les ha querido declarar dónde está su testamento. Padilla, su secretario, pone una cinta en la grabadora en la que se oye una relación de sus negocios y de algunas propuestas.
Mientras toda esta gente se mueve alrededor de su cama, su cerebro se traslada, en ida y venida, entre el presente y el pasado. Artemio en ese momento recuerda los sucesos que lo han llevado hasta donde está. Se recuerda a sí mismo en 1919 como un joven veterano de la Revolución mexicana que llegó a la casa de los Bernal en Puebla, llevando noticias al padre y a la hermana sobre los detalles de la muerte de Gonzalo Bernal ante un pelotón de fusilamiento villista.
Su propósito era ganarse la confianza del viejo padre de Gonzalo y casarse con la hija para así apoderarse de las propiedades de los Bernal. Sin embargo Catalina, la hija de don Gamaliel, jamás llega a comprender que Artemio se ha enamorado de ella. El padre Páez, cura de la familia, le insiste en que el matrimonio le trajo la seguridad a su padre, pero al costo de su alma. Catalina se odia por la pasión que por las noches Artemio le despierta. Terminan por aborrecerse el uno al otro, y ella lo culpa de la muerte del hijo Lorenzo, quien una vez fuera de su control se alista para luchar en la guerra civil española.
Antes de Catalina hubo otra mujer, Regina, una soldadera de quien estuvo enamorado pero fue tomada como rehén por las tropas federales y luego la colgaron. 
Después de la muerte de ella hubo otras mujeres: Lilia, una querida joven a la que llevó de vacaciones a Acapulco y que le fue infiel allí mismo; y Laura, que más tarde se casaría con otro. Pero sus aventuras no se limitaban a las mujeres. 
Recuerda también a los hacendados de Puebla, sus vecinos, y cómo se apoderó de sus tierras; cómo fue elegido por primera vez diputado, para lo que se valió de todo tipo de métodos: soborno, chantaje, grandes fiestas donde los invitados se reían de él a sus espaldas. Recuerda sus grandes negocios y cómo arruinó a sus rivales. A la par de estos recuerdos, Artemio se prepara para enfrentar la soledad y la desolación que siente cuando llega el tiempo de morir. Poco antes de su hora final, Artemio revela dos episodios que explican por qué fue lo que fue.
En uno de ellos cuenta cómo fue capturado por las tropas villistas y sentenciado a muerte. Fue allí cuando decidió dar información al enemigo, aunque más tarde mató al oficial que le había prometido la traición sintiéndose culpable por el hecho. 
Justifica sus actos por medio de Gonzalo Bernal, el idealista desilusionado, aunque enfrenta la muerte con valor. Bernal declara que una vez que la Revolución ha sido corrompida por aquellos que actúan sólo para vivir bien, aunque se pelee y se ganen batallas, ya perdió su condición de Revolución, que ha sido derrotada por los ambiciosos y los mediocres.
En el último capítulo se ve cómo empezó todo: Artemio Cruz nació a consecuencia de una violación de una mulata, Isabel Cruz, por parte de un terrateniente, un tal Atanasio Menchaca. Fue Lunero, el hermano de Isabel, quien crio a Artemio en una choza al lado del río puesto que su madre murió apaleada de la mano de Atanasio. Lunero servía a una anciana, Ludivinia, que resultaba ser la madre de Atanasio, y a un borracho inútil, Pedro, segundo hijo de la anciana. Al enterarse Artemio de que un enganchador estaba a punto de llevarse a Lunero a una hacienda para siempre, Artemio pensó que los responsables de la marcha de Lunero eran los de la casa de al lado, los Menchaca. Se acercó a la casa, agarró una escopeta y mató a Pedro. Después, emprendió su huida hacia Veracruz. Pronto Lunero tendría que alcanzarlo pero mientras huía oyó como alguien disparó a Lunero. A partir de allí, un maestro se iba a encargar de él en Veracruz y lo iba a preparar para desempeñar el papel que llevó a cabo en la Revolución antes de perder sus ideales y de elegir la traición que lo condujo a usar el poder para corromperse.